# Gourdan-Polignan
Gourdan-Polignan is een gemeente in het Franse departement Haute-Garonne (regio Occitanie). De plaats maakt deel uit van het arrondissement Saint-Gaudens. Gourdan-Polignan telde op 1 januari 2022 1.177 inwoners.

## Geografie
De oppervlakte van Gourdan-Polignan bedroeg op 1 januari 2022 5,26 vierkante kilometer; de bevolkingsdichtheid was toen 223,8 inwoners per km².

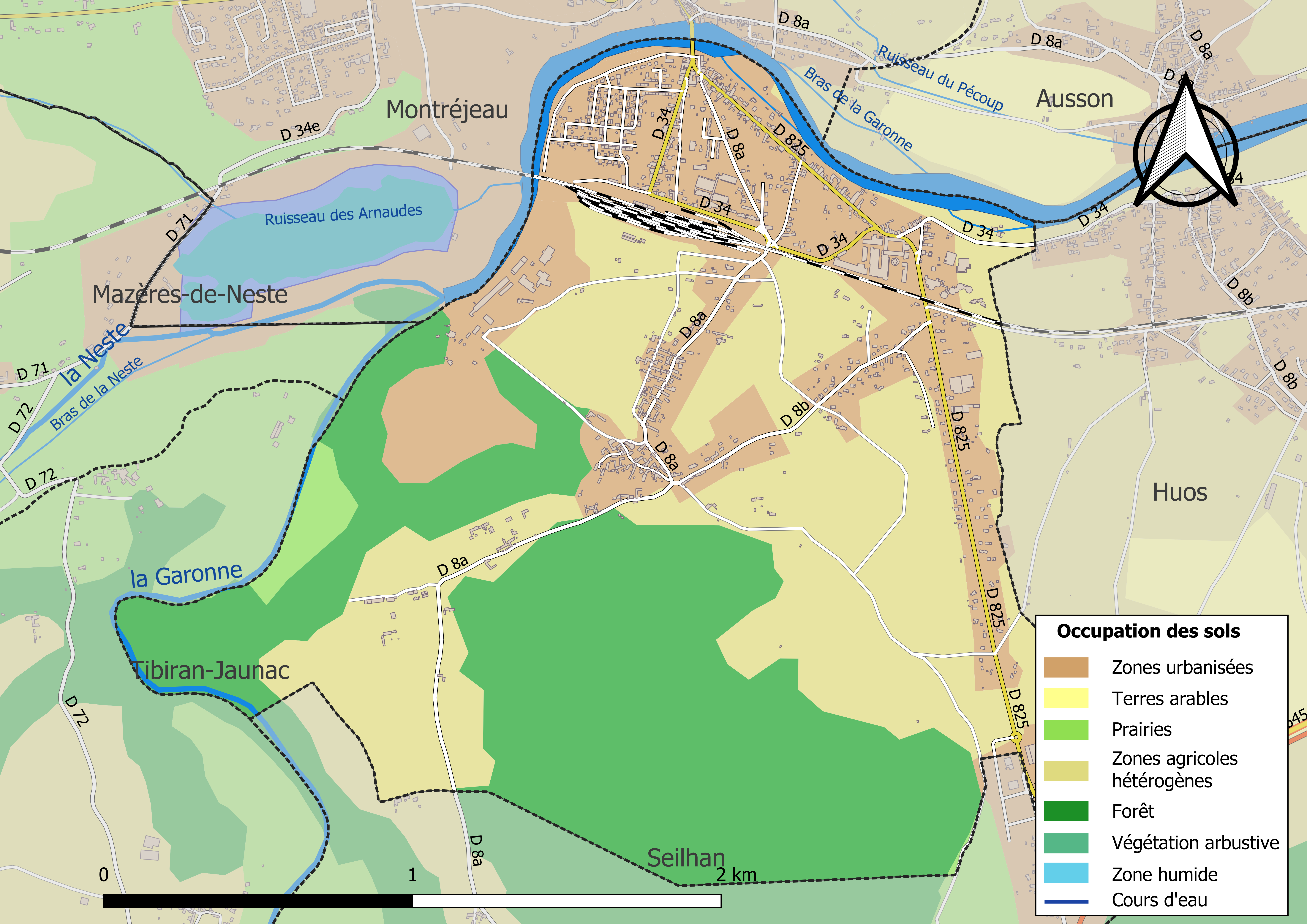
Kaart van de gemeente met belangrijkste infrastructuur, bodemgebruik en omliggende gemeenten

## Verkeer en vervoer
In de gemeente ligt spoorwegstation Montréjeau - Gourdan-Polignan.

## Demografie
Onderstaande figuur toont het verloop van het inwonertal (bron: INSEE-tellingen).

## Afbeelding

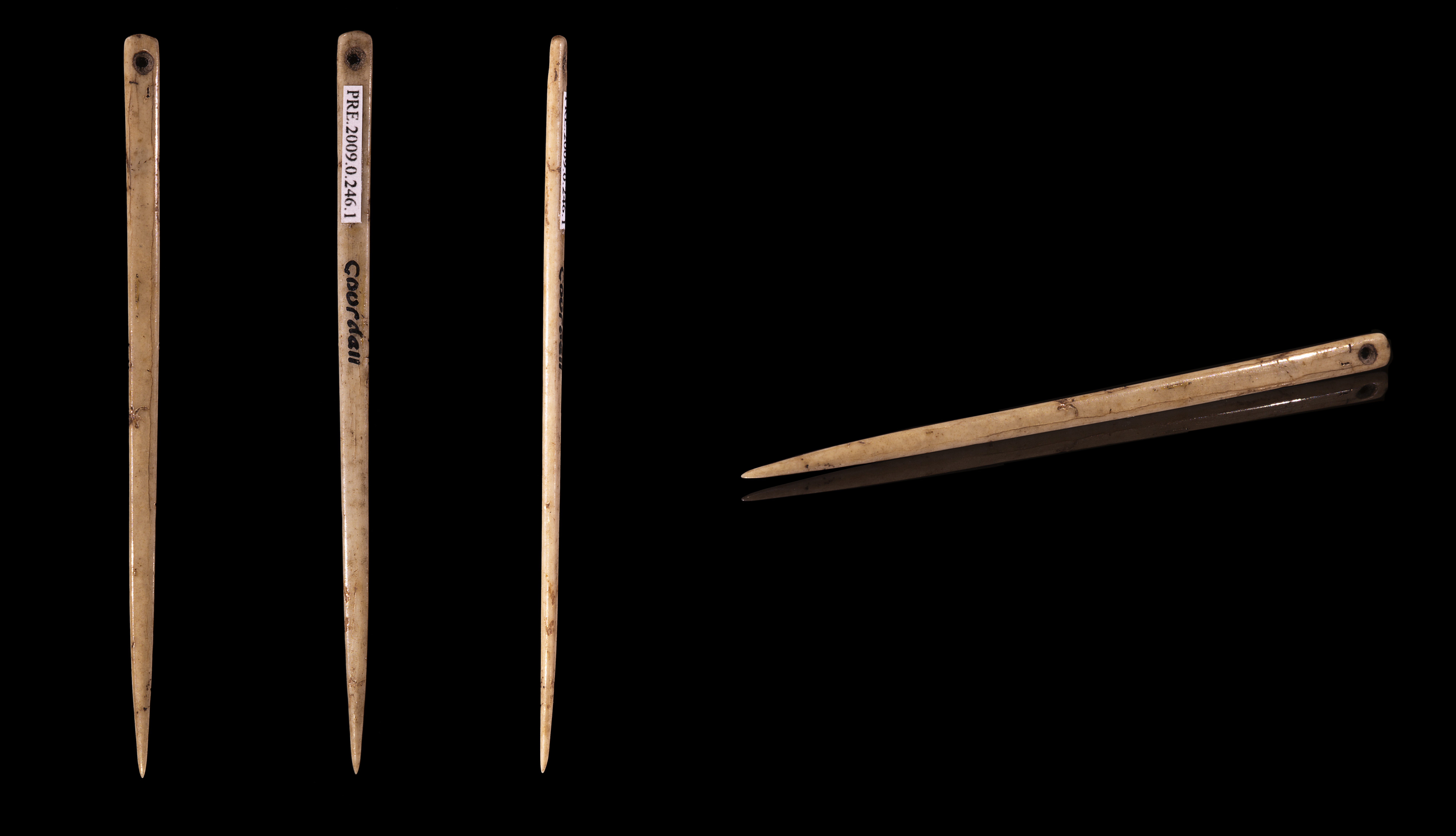
Naalden om te naaien uit het Magdalénien (40.000 en 10.000 jaar oud) - Muséum de Toulouse